# Dendropsophus elegans
Espèce
Synonymes
- Hyla elegans Wied-Neuwied, 1824

Statut de conservation UICN

 LC  : Préoccupation mineure
Dendropsophus elegans est une espèce d'amphibiens de la famille des Hylidae.

## Répartition
Cette espèce est endémique du Brésil. Elle se rencontre jusqu'à 800 m d'altitude dans la forêt atlantique de l'État de Bahia à l'État de Santa Catarina.

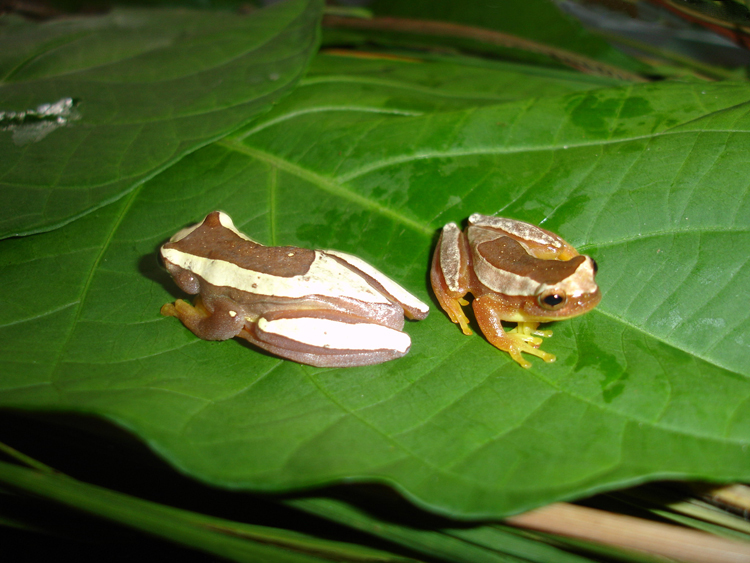
Dendropsophus elegans

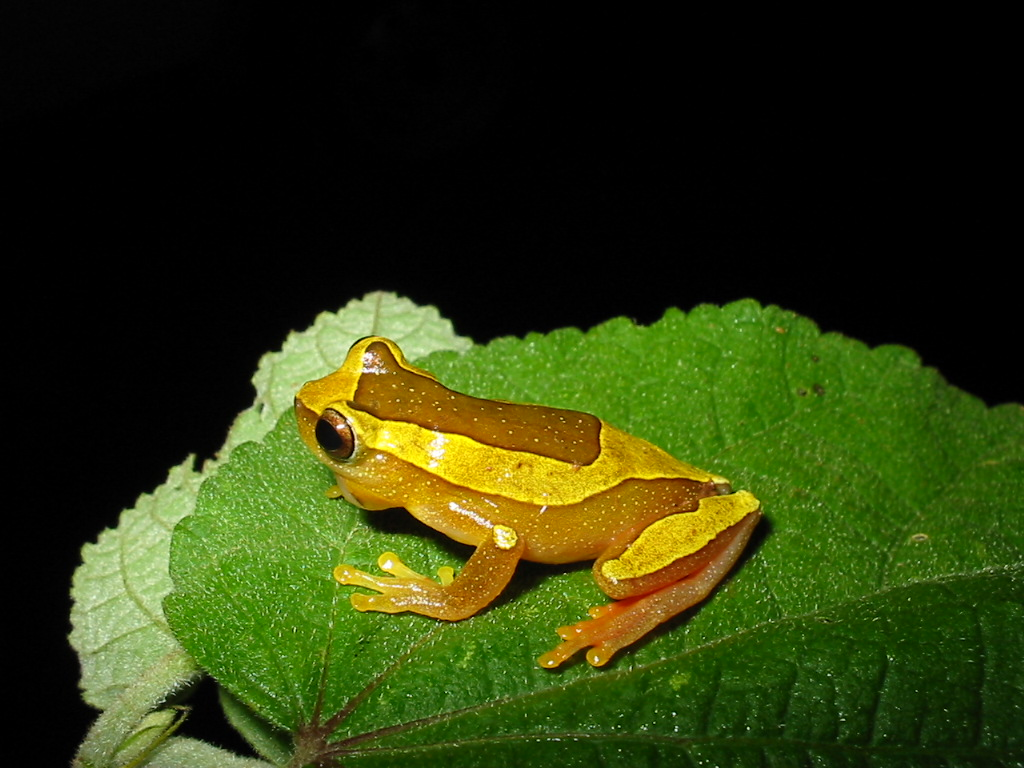
Dendropsophus elegans

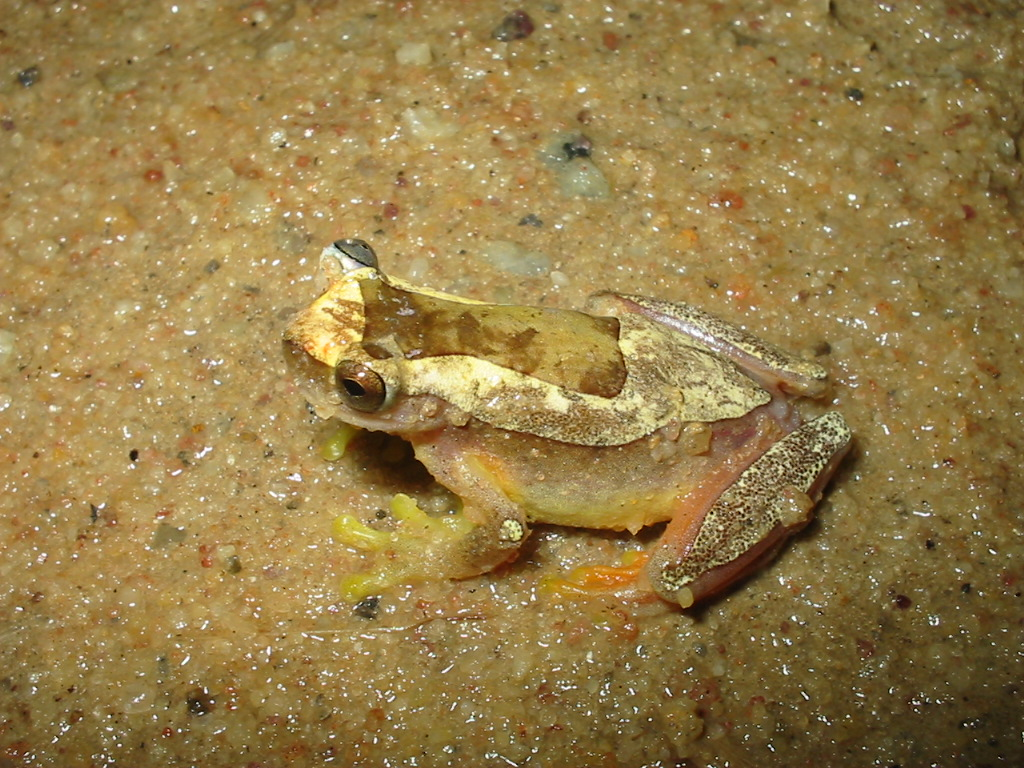
Dendropsophus elegans

## Publication originale
- Wied-Neuwied, 1824 : Verzeichniss der Amphibien, welche im zweyten Bande der Naturgeschichte Brasiliens vom Prinz Max von Neuwied werden beschrieben werden. Isis von Oken, vol. 14, p. 661-673 (texte intégral).